# سیارک ۱۷۸۶
سیارک ۱۷۸۶ (به انگلیسی: 1786 Raahe، نامگذاری:1948TL) هزار و هفتصد و هشتاد و ششمین سیارک کشف شده‌است که در ۹ اکتبر ۱۹۴۸ کشف شد.
قدر مطلق سیارک برابر ۱۱٫۴۰ است.